# فرهات بیکماز
فرهات بیکماز (انگلیسی: Ferhat Bıkmaz؛ زادهٔ ۶ ژوئیهٔ ۱۹۸۸) بازیکن فوتبال اهل ترکیه است.
از باشگاه‌هایی که در آن بازی کرده‌است می‌توان به باشگاه فوتبال هانوفر ۹۶، باشگاه فوتبال بلدیه‌اسپور آق‌حصار، و باشگاه فوتبال سیواس‌اسپور اشاره کرد.
وی همچنین در تیم‌های ملی فوتبال جوانان ترکیه، Turkey national under-17 football team، جوانان ترکیه، Turkey national under-19 football team، زیر ۲۰ سال ترکیه، و زیر ۲۱ سال ترکیه بازی کرده‌است.